# Aleksandr Volodko
Aleksandr Volodko (en bielorruso: Володько Александр; Unión Soviética, 18 de junio de 1986) es un exfutbolista bielorruso que jugaba de centrocampista.

## Biografía
Aleksandr Volodko empezó su carrera futbolística en las categorías inferiores del FC Dinamo Brest. En 2005 debuta con la primera plantilla del club, con la que disputa 9 partidos de Liga. En 2006 sigue jugando con las categorías inferiores, aunque a veces era convocado con la primera plantilla. Al año siguiente conquista la Copa de Bielorrusia.
En 2008 fichó el FC BATE. Con este equipo ganó el título de Liga en su primer año. En verano de 2008 el FC BATE se clasificó para disputar la fase final de la Liga de Campeones de la UEFA, siendo la primera vez en la historia del club; jugó cinco de los seis partidos que el club disputó en el grupo H.
Abandonó el club al finalizar la temporada 2017, regresando en 2020. Ese sería el último año de su carrera después de hacerse oficial su retirada el 11 de enero de 2021 para pasar a trabajar en el cuerpo técnico.

## Selección nacional
Fue internacional con la selección de Bielorrusia en 9 ocasiones en las que ha anotado un gol.

## Clubes
| Club                | País        | Año       |
| ------------------- | ----------- | --------- |
| F. C. Dinamo Brest  | Bielorrusia | 2005-2008 |
| F. C. BATE          | Bielorrusia | 2008-2017 |
| Shakhter Karagandy  | Kazajistán  | 2018      |
| Shakhtyor Soligorsk | Bielorrusia | 2019      |
| F. C. BATE          | Bielorrusia | 2020      |

## Títulos
- 1 Liga Premier de Bielorrusia (FC BATE, 2008)
- 1 Copa de Bielorrusia (FC Dinamo Brest, 2007)